# Wild Island – Das pure Überleben
Wild Island – Das pure Überleben ist eine Reality-Show, die von Endemol Shine Germany produziert wurde und vom 8. bis zum 14. November 2015 auf ProSieben ausgestrahlt wurde.
Eine Gruppe aus 14 Abenteurern versucht, vier Wochen lang auf der Insel Gibraleón im Gebiet der Perleninseln bei Panama zu überleben. Dabei filmen sich die Teilnehmer selbst.

## Konzept
Bei Wild Island versuchen 14 Abenteurer, vier Wochen lang auf der Insel Gibraleón bei Panama zu überleben. Hierfür haben sie vor ihrer Abreise ein spezielles Survivaltraining absolviert. Die Gruppe ist komplett auf sich alleine gestellt und sorgt daher auch selbstständig für Nahrung und Unterschlupf. Des Weiteren filmen sich die Teilnehmer gegenseitig, es ist kein Kamerateam auf der Insel. Um trotzdem gute Bildqualität zu erzielen, haben alle Teilnehmer ein Kameratraining absolviert. Außerdem sind drei der 14 Abenteurer ausgebildete Kameraleute, die auch bei technischen Problemen helfen können. Alle Inselbewohner sind komplett gleichgestellt, niemand erhält irgendwelche Vorzüge.
Über die sogenannte Dropbox (ein wasserfester Rucksack) tauschen die Inselbewohner Akkus und Speichermedien, kaputte Ausrüstung, Moskitospray und Sonnenmilch, sowie unbekannte Pflanzen zur Überprüfung auf Essbarkeit mit der Production-Base auf der Insel Contadora, die knapp 30 Bootsminuten entfernt liegt. Zusätzlich wird täglich von einem der Abenteurer eine Liste über die Tagesaktivitäten und die Gesundheit der Teilnehmer erstellt und ebenfalls in die Dropbox gelegt. Um die Sicherheit des Teams zu gewährleisten, haben die Inselbewohner täglich zwei Minuten lang telefonisch Kontakt mit der Production-Base.
Bei einem Notfall haben die Teilnehmer die Möglichkeit, das Ärzteteam auf der 15 Minuten entfernten Safety-Island per Satellitentelefon zu erreichen. Außerdem befindet sich unter den Teilnehmern ein Arzt und ein medizinischer Notfallkoffer mit Defibrillator steht bereit.
Insgesamt orientiert sich das Konzept an der englischen Sendung The Island with Bear Grylls, die erstmals im Jahr 2014 für Channel 4 produziert wurde und ebenfalls im Gebiet der Perleninseln stattfand.

## Teilnehmer
Acht Männer und sechs Frauen starteten ihr Abenteuer auf der Insel Gibraleón. Bereits an Tag vier musste Johannes die Insel verlassen, da er sich am ersten Tag verletzt hatte. An Tag fünf verließ Svenja die Insel wegen einer entzündeten Verletzung an ihrem Fuß. Tommy verließ auf Grund anhaltender Zahnschmerzen die Insel an Tag neun, Irina musste nach zwei Wochen wegen Dehydratation aussteigen und wurde dabei von Gerrit begleitet. Nach 15 Tagen spaltete sich Annika von der Gruppe ab und gründete ihr eigenes Camp. Aus Wassermangel verließ sie die Insel nach 25 Tagen, zehn davon auf sich allein gestellt, freiwillig. Die restlichen acht Inselbewohner überlebten die gesamten vier Wochen auf der Insel.
| Name       | Geschlecht | Alter | Wohnort            | Beruf                               | Anmerkung                                                                |
| ---------- | ---------- | ----- | ------------------ | ----------------------------------- | ------------------------------------------------------------------------ |
| Alexson    | m          | 38    | Berlin             | Tänzer                              | überlebte die vollen vier Wochen auf der Insel                           |
| Gregor     | m          | 30    | Köln               | Jurist & Jäger                      | überlebte die vollen vier Wochen auf der Insel                           |
| Jürgen     | m          | 56    | Erftstadt          | Kameramann                          | überlebte die vollen vier Wochen auf der Insel                           |
| Katja      | w          | 44    | Werl               | Unternehmerin                       | überlebte die vollen vier Wochen auf der Insel                           |
| Lena       | w          | 35    | Berlin             | Stuntfrau                           | überlebte die vollen vier Wochen auf der Insel                           |
| Maximilian | m          | 24    | Stolberg           | Student                             | überlebte die vollen vier Wochen auf der Insel                           |
| Sabine     | w          | 33    | Köln               | Kamerafrau                          | überlebte die vollen vier Wochen auf der Insel                           |
| Timo       | m          | 32    | Köln               | Kameramann                          | überlebte die vollen vier Wochen auf der Insel                           |
| Annika     | w          | 31    | Freiburg           | Ingenieurin für Luft- und Raumfahrt | verließ die Insel an Tag 25 freiwillig                                   |
| Gerrit     | m          | 23    | Berlin             | Tischler                            | verließ die Insel nach zwei Wochen freiwillig                            |
| Irina      | w          | 21    | Berlin             | Schuhverkäuferin                    | musste die Insel aus gesundheitlichen Gründen nach zwei Wochen verlassen |
| Tommy      | m          | 25    | Bonn               | Kaufmann und Hobby-Youtuber         | verließ die Insel an Tag 9 freiwillig                                    |
| Svenja     | w          | 20    | Mörfelden-Walldorf | Studentin                           | musste die Sendung aus gesundheitlichen Gründen nach Tag 5 verlassen     |
| Johannes   | m          | 32    | Hamburg            | Arzt                                | musste die Insel aus gesundheitlichen Gründen an Tag 4 verlassen         |

## Rezeption

### Kritik
Bereits vor Ausstrahlung der ersten Folge geriet das Konzept der Sendung auf Grund des ausgestrahlten Trailers in Kritik. Auf sozialen Netzwerken beanstandeten zahlreiche Nutzer die Zurschaustellung und Tötung von Tieren und das damit verbundene Leiden der Lebewesen.
Der Stern kritisiert nach Ausstrahlung der ersten Folge, dass der Sinn des ganzen Formats nicht erkenntlich geworden sei. Außerdem seien die Teilnehmer nicht ausreichend vorgestellt worden. Quotenmeter.de sieht hinter Wild Island ein brillantes Konzept, das an mangelnder Sendezeit und somit fehlender Übersichtlichkeit und Spannung scheitert. RP-Online steht Wild Island ebenfalls skeptisch gegenüber, hebt jedoch positiv hervor, dass fachliche Informationen zu verschiedenen Themen geliefert werden und keine Eingriffe von außen (Aufgaben, Prüfungen etc.) erfolgen.

### Einschaltquoten
Die Auftaktfolge vom 8. November 2015 konnte mit insgesamt 1,57 Millionen Zuschauern, was einem Marktanteil von 10,0 Prozent entspricht, überzeugen. In der Zielgruppe der 14- bis 49-Jährigen wurden 1,16 Millionen Zuschauer und damit ein Marktanteil von 17,9 Prozent verzeichnet. Die folgenden Episoden erreichten eine sehr schwankende Zuschauerzahl, die meist vom Vorprogramm abhing.
| Folge | Datum         | Zuschauer | Zuschauer       | Marktanteil | Marktanteil     | Quelle |
| Folge | Datum         | Gesamt    | 14 bis 49 Jahre | Gesamt      | 14 bis 49 Jahre | Quelle |
| ----- | ------------- | --------- | --------------- | ----------- | --------------- | ------ |
| 1     | 8. Nov. 2015  | 1,57 Mio. | 1,16 Mio.       | 10,0 %      | 17,9 %          | [ 10 ] |
| 2     | 9. Nov. 2015  | 1,03 Mio. | 0,79 Mio.       | 4,4 %       | 9,4 %           | [ 11 ] |
| 3     | 10. Nov. 2015 | 1,04 Mio. | 0,87 Mio.       | 4,7 %       | 11,1 %          | [ 12 ] |
| 4     | 11. Nov. 2015 | 1,00 Mio. | 0,74 Mio.       | 4,2 %       | 8,5 %           | [ 13 ] |
| 5     | 12. Nov. 2015 | 1,64 Mio. | 1,21 Mio.       | 7,6 %       | 15,3 %          | [ 14 ] |
| 6     | 13. Nov. 2015 | 0,98 Mio. | 0,64 Mio.       | 3,9 %       | 6,7 %           | [ 15 ] |
| 7     | 14. Nov. 2015 | 1,21 Mio. | 0,79 Mio.       | 5,8 %       | 9,6 %           | [ 16 ] |